# Sandön (vid Pellinge, Borgå)
Sandön är en ö i Finland. Den ligger i Finska viken och i kommunen Borgå i landskapet Nyland, i den södra delen av landet. Ön ligger omkring 54 kilometer öster om Helsingfors.
Öns area är 46,3 hektar och dess största längd är 1,3 kilometer i öst-västlig riktning. Ön höjer sig omkring 20 meter över havsytan.